# Skalks sang
Sklaks sang is een compositie van Niels Gade. Het is een ongedateerd losstaand werk van deze Deense componist. Gade zette muziek onder een tekst van Adam Oehlenschläger. Oehlensläger gebruikte de naam Skalk in zijn boek Hroars Saga uit circa 1817 en König Hroar uit 1822. Koning Skalk wordt in de vertelling verslagen door Hroar en gevangengenomen. Het lied is echter gericht aan Rinda (“Rinda min brud”).
De tekst werd ook gebruikt door Peter Heise. 

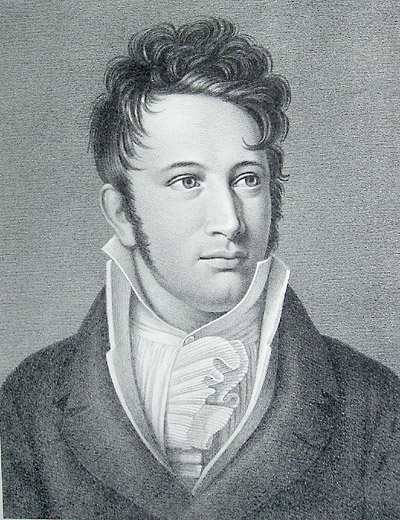
Adam Oehlenschläger